# Endonuclease
Een endonuclease is een nuclease die bij DNA en/of RNA een niet-eindstandige fosfodi-esterbinding splitst. Dit betekent dat in tegenstelling tot exonuclease niet één nucleotide maar fragmenten bestaande uit meerdere nucleotiden ontstaan, die op een gegeven moment zo klein zijn geworden dat ze door een exonuclease niet verder afgebroken kunnen worden.